# フェミニスト認識論
フェミニスト認識論（ふぇみにすとにんしきろん、英: Feminist epistemology）とは、認識論の問題、すなわち知識の理論をフェミニスト的な観点から検討する分野である。エリザベス・アンダーソンによれば、フェミニスト認識論のテーマは、我々の持つ知識の概念と「探求と正当化という実践」がいかにしてジェンダーの影響を受けているかである。一般的には社会認識論の一つの下位分類として考えられている。
エリザベス・アンダーソンは、状況化された知識（situated knowledge）という概念がフェミニスト認識論において中心的な重要性を持つと論じている。ダナ・ハラウェイによれば、ほとんどの知識（特に学術的知識）は常に状況化されており、「特定の立場にあるアクターによって、あらゆる場所に（おい）て、研究にまつわるあらゆる関係（性）のもとで生み出されている」（Cook, et al.）。したがって、知られている事柄と、その知識がどうやって知られ得たのかは、知識を持つものの立場（状況と観点）に依存しているということである。
イギリスのフェミニスト哲学者ミランダ・フリッカーは、社会的不正義や政治的不正義だけでなく、2種類の「認識的」不正義（epistemic injustices）も存在すると考え、それらは証言的不正義（testimonial injustice）と解釈的不正義（hermeneutical injustice）であると主張した。証言的不正義とは、「話者の言葉に対して低い信頼性しか与えない」ように働く偏見のことである。フリッカーは例として、女性がジェンダーのせいでビジネスの会合の場面で信用を得られなかったという状況を挙げている。彼女は論理的に意見を述べたかもしれないが、周りの人は偏見のせいで彼女の議論が実際よりも不十分もしくは不誠実に思えてしまい、結果として実際よりも信用できないと判断する。フリッカーによれば、このようなケースでは、ありえたかもしれない結果（例えば、話者の昇進）における不正義だけでなく、証言的な不正義も存在している。これは「とりわけ、知識を持つ人物としての能力に関して誤解されるという点で不正義」である。
解釈的不正義とは、「話者の知識についての主張が既存の概念枠組みの窪みに押し込まれることで、彼／彼女らの解釈する能力が制限を受け、それによって自らの経験についての語りを理解するもしくはそれに対して意見する能力が阻害されること」である。例えば、「セクシャルハラスメント」もしくは「ホモフォビア」という表現が一般には存在しなかったとき、これらの道徳的に誤った行為の被害を経験した人々は、そうした不正行為に反対する主張を行うための資源を欠いていた。
哲学者のスーザン・ハークはフェミニスト認識論の批判者としてよく知られている。
哲学者のサンドラ・ハーディングは、フェミニスト認識論を「フェミニスト経験主義」「スタンドポイント認識論」「ポストモダン認識論」の3つのカテゴリーに分類した。

## フェミニスト経験主義
フェミニスト経験主義の始まりは、科学の実証主義的手法に男性中心のバイアスが存在するというフェミニストからの批判であった。実証主義の要素である定量性や客観性は、社会科学や政治学における研究のゴールドスタンダードとされてきた。定量化と、それに結びつけられた客観性という理念が、とりわけアメリカにおいては方法論的に優勢な立場を保っている。この傾向は、資金提供機関が実証主義的枠組みに基づく定量的研究を優先することによって強化される。
フェミニスト経験主義者は、あらゆる知識は客観的に理解されるものであり、経験的な調査を通じて把握されうるという実証主義の考え方を支持する。しかしフェミニズム以前の実証主義は、実はまったく客観的ではなかった、とフェミニスト経験主義者は主張する。なぜなら従来の実証主義には男性中心バイアスが存在し、そのため世界についての知識が部分的かつ「主観的」なものに留まっていたからである。フェミニスト経験主義者にいわせれば、客観的とされてきた経験的探究はおしなべて、男性中心バイアスを持つ権力者の価値判断と偏った解釈によってゆがめられてきた。たとえば、「セクシュアルハラスメント」という言葉が作られその現象が知られるようになったのは、1970年代に女性たちが職場で経験していた出来事について統計的な調査が行われ、それが頻繁に起こっていることが明らかになってからである。男性にはこのような現象を研究する動機づけがなかったため、フェミニストがこうした経験的分野に介入しなければ問題が可視化されることもなかったと考えられる。ロンダ・シービンガーはさらに、搾取的な研究を意識的に発見・排除しつつ、データに対する戦略的で抑圧的な解釈に抵抗している点で、フェミニスト経験主義的な研究が「フェミニズムの核となる価値の多くを体現している」と述べている。